# Логор Шопроњек
Логор Шопроњек био је један од концентрационих логора за Србе и друге неподобне народе које је основала Аустроугарске за за време Првог светског рата.

## Назив, положај и инфраструктура
Назив
Званичан назив логора био је: нем. Kaiserliches und Königliches Kriegsgefangenenlager Sopronnyék или на српском „Царски и краљевски логор за ратне заробљенике Шопроњек”.
Положај
Логор Шопроњек, који је био још један логор у близини Нежидерског језера, на територији тадашње Угарске, налазио се на једном брегу у Самерсдорфу (нем. Samersdorf), удаљеном 12 км од садашњег насеља Некенмаркт (нем. Neckenmarkt), у покрајини Бургенланд, 75 км јужно од Беча, односно 500 км североисточно од Београда.
Инфраструктура
Логор је првобитно имао 70 великих барака у којима је м огло да се смести 15.000 људи. До краја 1918. године логор се непрестано увећавао, градиле су се нове бараке, чији је број достигао цифру од 500 барака. Међу овим баракама известан број био је намењен здравственом збрињавању логораша, тако да се може рећи да је имао нешто боље хигијенске услове од осталих логора.

## Историја
Предуслови

Масовне депортације становника Србије у Првом светском рату, међу којима се били Срби, Јевреји, Роми и припадници других нација, Аустроугарска је из Краљевине Србије, отпочеле након њене окупације у јесен 1915. 
Оснивање и услови у логору
Логор је основан по наређењу војне команде у Пожуну (Братислава) од 5. априла 1915. године. Првобитно је био замишљен као логор за 15.000 људи, али је већ почетком 1916. године у њему је било смештено 17.390 људи.
У њему су били смештени првенствено српски ратни заробљеници и интернирци, а затим и руски, италијански, румунски и др. заробљеници. Према наводима једног Аустријског журнала  (под називом нем. Österreich Journal) до краја рата овде је боравило између 35.000 и 40.000 људи.
Међу Србима у логору Шопроњек, бројчано су доминирали у односу на ратна заробљенике, који су највише депортовани преко логора Добој из Босне и Херцеговине, а затим из Србије и Црне Горе.
У логор  Шопроњек углавном су упућиване жене и деца из источних крајева Босне и Херцеговине, којих је у једном моменту било око 8.000.”  У октобру 1916. године Логор Шопроњак је имао 25.000 српских заробљеника и 3.000 интернираца из Босне, међу којима је било 250 деце, с тим што се веома мали број Срба налазио у самом логору, јер су готово „сви били на раду на пољопривредним добрима”.

## Епилог
| Број логораша и српских жртава у логору Шопроњек. | Број логораша и српских жртава у логору Шопроњек. | Број логораша и српских жртава у логору Шопроњек. | Број логораша и српских жртава у логору Шопроњек. |
| Укупно логораша                                   | Број српских логораша                             | До сада утврђено српских жртава                   | Процена српских жртава                            |
| ------------------------------------------------- | ------------------------------------------------- | ------------------------------------------------- | ------------------------------------------------- |
| 35.000—40.000                                     | 25.000+3.000                                      | 5.715                                             | > 5.715.                                          |

Логор Шопроњек је затворен по окончању Првог светског рата и распада Аустроугарске, крајем 1918. године.
Ослобођени логораши су потом возовима упућени у отаџбину, да би до својих домова стигли тек неколико месеци касније.

## Спомен обележје
На месту некадашњег логора Шопроњек подигнуто је неколико крстова и један мањи споменик који сведочи о овом злогласном месту.
Спомен обележје је подигнуто  захваљујући италијанским државницима који су хтели да се обележи место страдања њихових сународника.
Велики број жртве из Шопроњечког логора, је ексхумиран и сахрањен широм данашње Мађарске, према неким  проценама на 114 локација.
Данас, место некадашњег логора обилази и на њему одржава парастос српска заједница у Аустрији.